# 恩科塔科塔
恩科塔科塔（Nkhotakota）是马拉维中央区恩科塔科塔县的行政中心，位于马拉维湖湖畔，是马拉维湖的重要港口之一。当地2008年大约有33,150人。

## 历史
恩科塔科塔原本是一个传统村落，19世纪以后成为阿拉伯奴隶商的市场2001年当地遭受洪水破坏今天恩科塔科塔是马拉维最大的传统非洲城镇，并受斯瓦希里和阿拉伯文化的共同影响。

## 社会

### 人口数据
| 年份 | 人口   |
| ---- | ------ |
| 1987 | 12,163 |
| 1998 | 19,421 |
| 2008 | 33,150 |

### 语言
当地人多使用齐切瓦语，也有少量使用斯瓦希里语的人在此定居。